# Rebecca Cotton
Rebecca Cotton (23 de agosto de 1974) é uma basquetebolista neozelandesa.

## Carreira
Rebecca Cotton integrou a Seleção Neozelandesa de Basquetebol Feminino em Atenas 2004, terminando na oitava posição.